# Vladimir Bakarić
Vladimir Bakarić, hrvaški politik in akademik, * 8. marec 1912, † 16. januar 1983.
Bil je 8.? predsednik Sabora (1953–63), 1. predsednik vlade Ljudske republike Hrvaške (1945–53) in dolgoletni (25 let) voditelj (1944–69, večino časa kot (politični) sekretar, od 1966 pa predsednik CK) Komunistične partije Hrvaške (od 1952 Zveze komunistov Hrvaške-ZKH) ter od 1952 tudi član izvršnega komiteja CK ZKJ (prej-od 1948 samo kandidat za člana politbiroja) oziroma od 1966 član predsedstva ZKJ (1969-71 tudi izvršnega biroja) in obenem član predsedstva SFRJ (od 1974 do smrti; umrl je na položaju podpredsednika, kar pomeni, da bi že istega leta napredoval v fukcijo predsednika, torej prvega človeka v državi, kar je potem postal njegov naslednik v predsedstvu SFRJ iz Hrvaške, Mika Špiljak).

## Odlikovanja
- Red narodnega heroja
- Red ljudske osvoboditve
- Red partizanske zvezde
- Red bratstva in enotnosti
- red junaka socialističnega dela